# Simeon Karamazov
Simeon Karamazov (* 19. prosince 1963 Pardubice) je český vysokoškolský pedagog, vědec a politik. Vystudoval fakultu elektrotechniky pražského ČVUT a v současné době působí na pardubické univerzitě jako profesor na Fakultě elektrotechniky a informatiky. Během svého života několikrát studoval v zahraničí, zabývá se řadou výzkumů, vydává pravidelně odborné publikace a v neposlední řadě se aktivně účastní politického života. Mezi lety 2013 a 2017 byl poslancem Poslanecké sněmovny PČR za ODS.

## Profesní a akademická dráha
Po úspěšném absolvování oboru mikroelektronika Fakulty elektrotechniky pražského ČVUT krátce působil na pozici programátora v pardubickém podniku Tesla. Zde mu však chyběla možnost zapojit se do vědeckého výzkumu, proto zvolil cestu skrz akademickou půdu. V roce 1991 nastoupil na Univerzitu Pardubice, tehdy jako odborný asistent na katedře fyziky, později jako docent. S jeho velkým přičiněním se podařilo na univerzitě akreditovat dva bakalářské a magisterské programy – Informační technologie (2002) a Elektrotechnika a informatika (2004). Po čase se stal ředitelem Ústavu elektrotechniky a informatiky, později, v roce 2008 přímo děkanem nově vzniklé fakulty. Tuto funkci zastával do roku 2016. Během života několikrát krátkodobě pobýval v zahraničí (Kanada, USA, Švýcarsko, Kypr) a soustavně se zabýval výzkumem v oblasti krystalů s tetradymitovou strukturou, studiem povrchů polovodičů a polovodičových mikrostruktur a balistickou elektronovou emisní mikroskopií (BEEM). Byl členem Vědecké rady Univerzity Pardubice, Vědecké rady Fakulty elektrotechniky a informatiky, European Thermoelectric Society (ETS) a nositelem několika domácích.

## Názory
Karamazov je zastáncem povinné maturity z matematiky: „Povinná maturita z matematiky samozřejmě není samospásné řešení, ale důležitý stabilizační prvek pro náš vzdělávací systém. Na jeho konci jsou studenti připraveni analyzovat a samostatně řešit reálné problémy jak v technických oborech, tak i v těch humanitních.“

## Publikace
Známá je především jeho publikace pedagogická, zejména pro studium fyziky. V současné době se také zaměřuje na elektronické formy studijních materiálů pro studenty.[zdroj?]